# هنري إتش كيندال
هنري إتش كيندال (بالإنجليزية: Henry H. Kendall)‏ هو مهندس معماري أمريكي، ولد في 1855، وتوفي في 29 فبراير 1943.